# Oganesson
L'oganesson o oganesso (precedentemente noto col nome sistematico temporaneo ununoctio, o eka-radon) è l'elemento chimico di numero atomico 118, il cui simbolo è Og. È un elemento superpesante sintetico della tavola periodica. L'elemento è stato introdotto nella tavola periodica ufficiale della IUPAC il 30 dicembre 2015, insieme agli elementi con numero atomico 113, 115 e 117, andando così a completare il settimo periodo della tavola periodica. Il nome, proposto dagli scopritori, è stato attribuito ufficialmente il 28 novembre 2016 e omaggia il professor Jurij Colakovič Oganesian. Si tratta del secondo elemento a cui è stato dato il nome di una persona ancora in vita (l'altro è il seaborgio).

## Storia

### Prime congetture
Niels Bohr, il fisico danese noto per il suo modello atomico, fu il primo fisico a considerare seriamente l'idea che potessero esistere altri elementi, oltre a quelli già noti, specialmente alcuni con numero atomico intorno a 120, da collocare esattamente sotto il gruppo dei gas nobili. Nel 1965 Aristid von Grossea scrisse un articolo ipotizzando le proprietà dell'elemento 118. Si trattava di notevoli intuizioni: al tempo di Bohr, nessun elemento era ancora stato sintetizzato in laboratorio, mentre al tempo di von Grosse l'esistenza della cosiddetta isola di stabilità ancora non era stata teorizzata.

### Falliti tentativi di sintesi
Nel tardo 1998, il fisico polacco Robert Smolańczuk pubblicò dei risultati sulla fusione di nuclei atomici indirizzata alla sintesi di elementi superpesanti, tra cui quello che verrà poi identificato come oganesson. I suoi calcoli suggerirono che sarebbe stato possibile preparare questo nuovo elemento fondendo il piombo con il krypton in condizioni estremamente controllate.
Pochi mesi dopo, nel 1999, alcuni ricercatori del Lawrence Berkeley National Laboratory sfruttarono i calcoli del fisico polacco ed annunciarono di aver finalmente ottenuto il livermorio e l'oganesson, citandoli in un articolo pubblicato su Physical Review Letters e in breve anche su Science. I ricercatori si erano focalizzati sulla seguente reazione:
8636Kr + 20882Pb → 293118Og + n
Ad ogni modo, alle porte del 2000 gli stessi scienziati ritirarono le scoperte poiché non riuscirono a replicare l'esperimento, non fino al giugno 2002. Gli esiti dei primi esperimenti si erano basati sui dati ricavati da Victor Ninov, che aveva falsificato i calcoli, causando scompiglio nella comunità scientifica internazionale e finendo licenziato.

### La scoperta
Il primo decadimento di atomi di oganesson fu osservato nel 2002 al Joint Institute for Nuclear Research (JINR) di Dubna, in Russia, studio frutto di una collaborazione tra scienziati americani e russi. Guidati dal fisico nucleare russo Jurij Colakovič Oganesian, il 9 ottobre 2006 tali ricercatori annunciarono di aver presumibilmente ottenuto tre o quattro nuclei di oganesson-294 (uno o due nel 2002 e gli altri tra il 2005 e il 2006), scaturiti da una collisione tra atomi di californio-249 e ioni di calcio-48.
24998Cf + 4820Ca → 294118Og + 3n

Il decadimento radioattivo di un nucleo di oganesson-294.

Nel 2011 la IUPAC valutò i risultati ottenuti dai laboratori di Dubna e di Livermore nel 2006, concludendo che "in veste ufficiale, tre isotopi con numero atomico 118 sono stati isolati ma non sussistono ancora le condizioni per soddisfare i criteri per classificare l'evento come una scoperta".
Data la ridotta probabilità di successo per una reazione di fusione su piccola scala, l'esperimento più recente aveva richiesto ben quattro mesi e coinvolto un raggio di 2,5×1019 ioni di calcio sparato contro un bersaglio di californio. Ciononostante, i ricercatori confidavano molto nei loro risultati, sostenendo che non si trattasse di un falso positivo.
In esperimenti successivi, il decadimento alfa di tre atomi di oganesson fu osservato ed un quarto dato fu ricavato dalla fissione spontanea diretta dello stesso. Un tempo di dimezzamento di 0,89 ms fu calcolato (con un'incertezza stimata di 1,07 ms).
294118Og → 290116Lv + 42He
Esperimenti successivi mostrarono nuclei ottenuti dai decadimenti successivi ed alcuni risultati, applicando la teoria quantistica, furono pubblicati già nel 2004.

### Prime conferme
Nel dicembre 2015, la IUPAC e la IUPAP confermarono l'esistenza di questo nuovo elemento e attribuirono il merito della scoperta ai ricercatori del team di Dubna-Livermore.

### Origine del nome

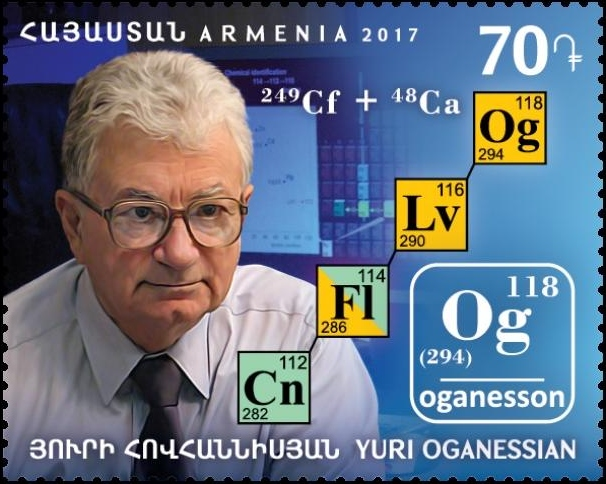
Jurij Oganesian rappresentato su un francobollo armeno nel 2017

Il nome temporaneo di questo elemento deriva dalla trascrizione latina dei numeri che compongono il suo numero atomico: "un" (1) - "un" (1) - "octio" (8).
Prima della ritrattazione del 2002, gli scienziati di Berkeley avevano pensato di chiamare il nuovo elemento ghiorsio (o ghiorsium in inglese, Gh), in onore di Albert Ghiorso, un membro di spicco del gruppo di ricerca.
Il 28 novembre 2016 è stato proposto, poi assegnato, il nome attuale di oganesson in onore del professore Jurij Oganesian, il quale contribuì notevolmente alle ricerche sugli elementi transattinoidi con la scoperta di elementi superpesanti e altri contributi nella fisica nucleare dei nuclei superpesanti come, ad esempio, nella dimostrazione sperimentale dell'esistenza dell'isola di stabilità.

## Descrizione
È un elemento sintetico radioattivo, probabilmente gassoso a 298 K (25 °C).
Si pensa che l'oganesson dimostri le stesse caratteristiche e proprietà fisico-chimiche del gruppo di elementi cui appartiene, ovvero quello dei gas nobili. Sarebbe il secondo elemento gassoso radioattivo (insieme al radon) e il primo elemento gassoso semiconduttore.
Gli scienziati inoltre non riconoscono questo elemento come gas nobile: sarebbe infatti in grado di formare ossidi stabili (OgO3 e simili) oltre che cloruri e fluoruri. Comunque la sua radioattività determina un'implicita difficoltà nel formare molti composti con altri elementi. Un'altra ipotesi riguarda la forma che l'oganesson assumerebbe qualora fosse presente in natura: si pensa ad uno stato solido, piuttosto che gassoso, perciò non presenterebbe le normali caratteristiche dei gas nobili che, invece, sembra avere il flerovio.